# حواصیل سه‌رنگ
حواصیل سه‌رنگ (نام علمی: Egretta tricolor) نام یک گونه از سرده قار است.

## نگارخانه

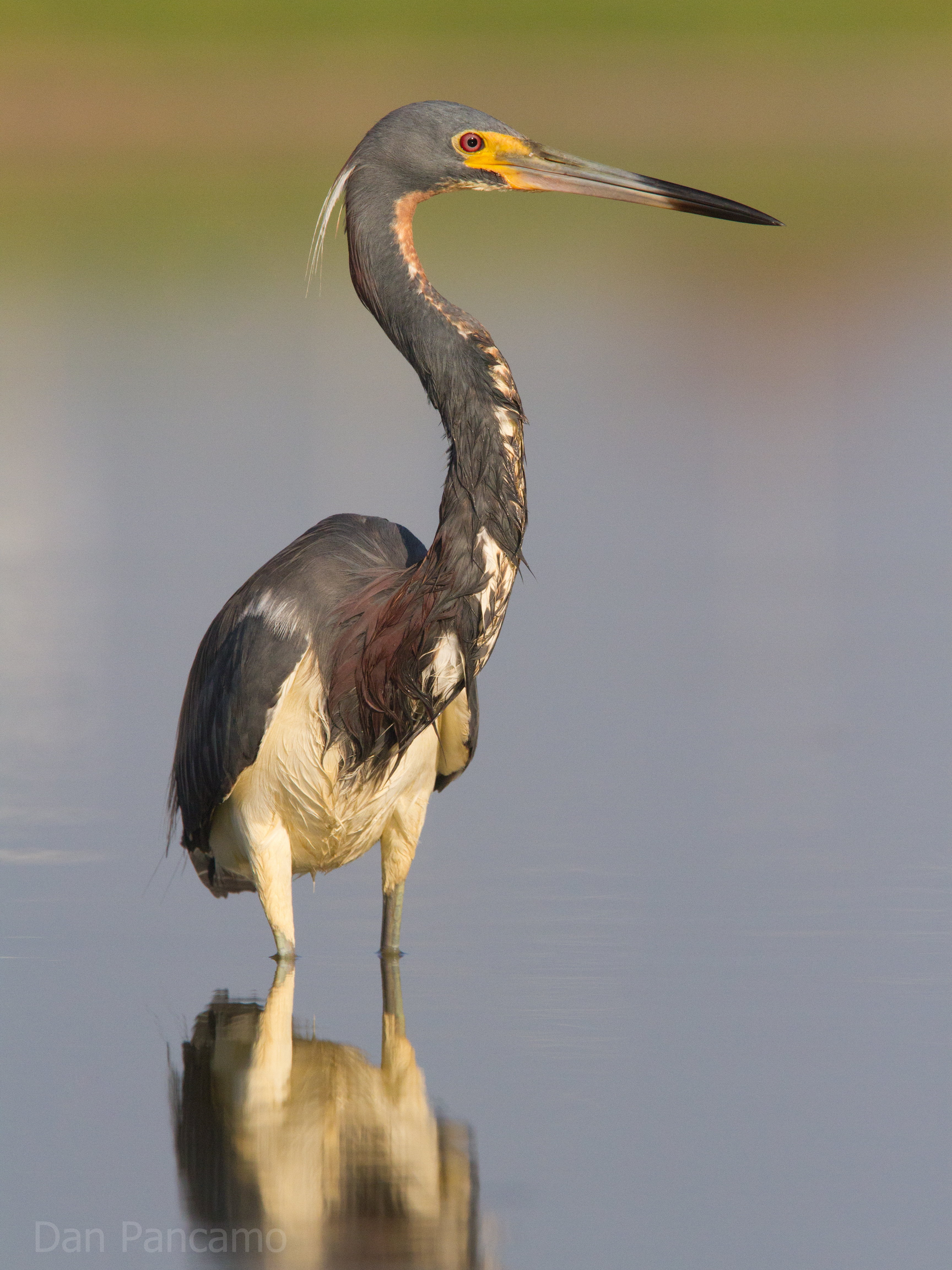
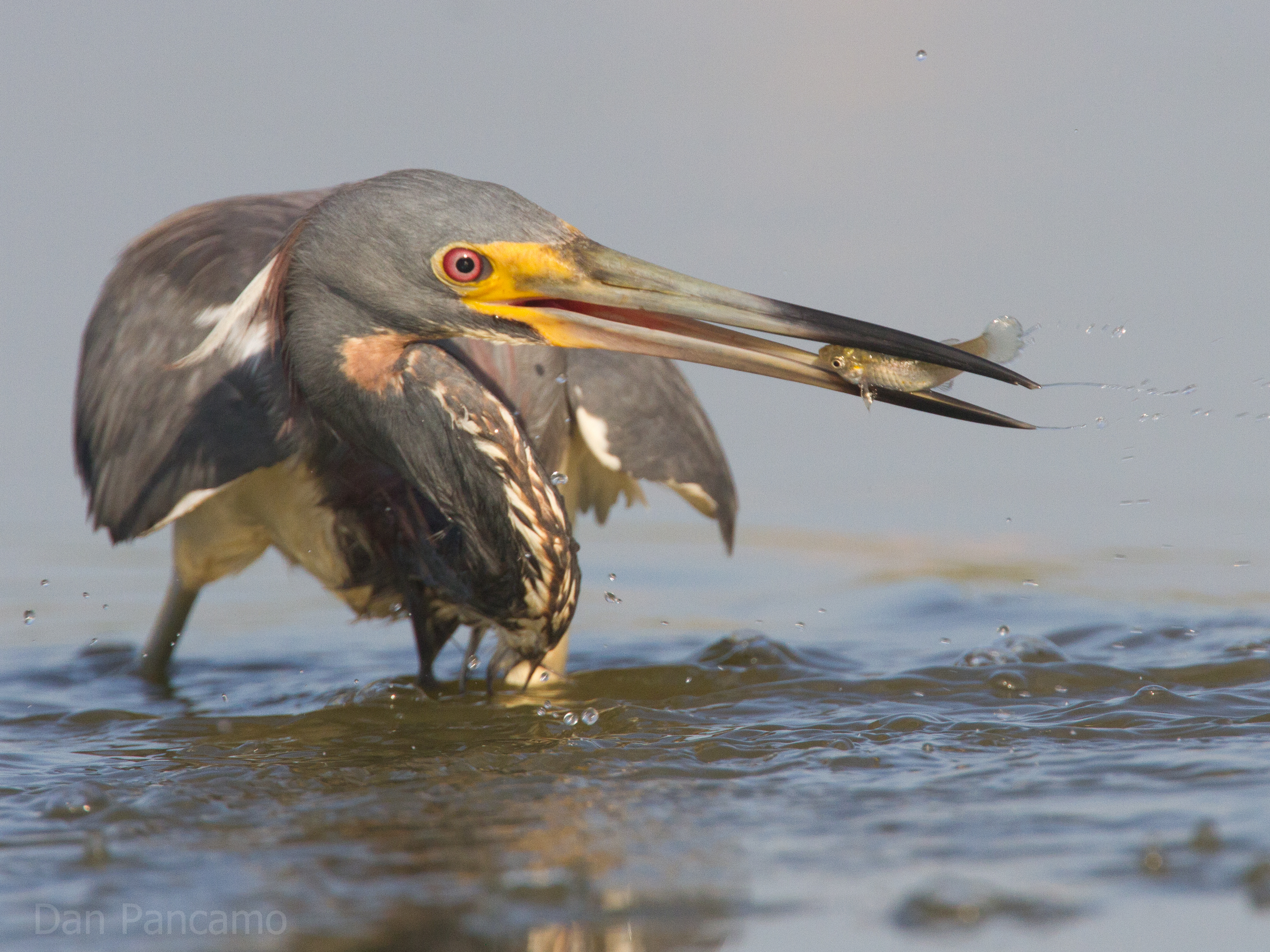
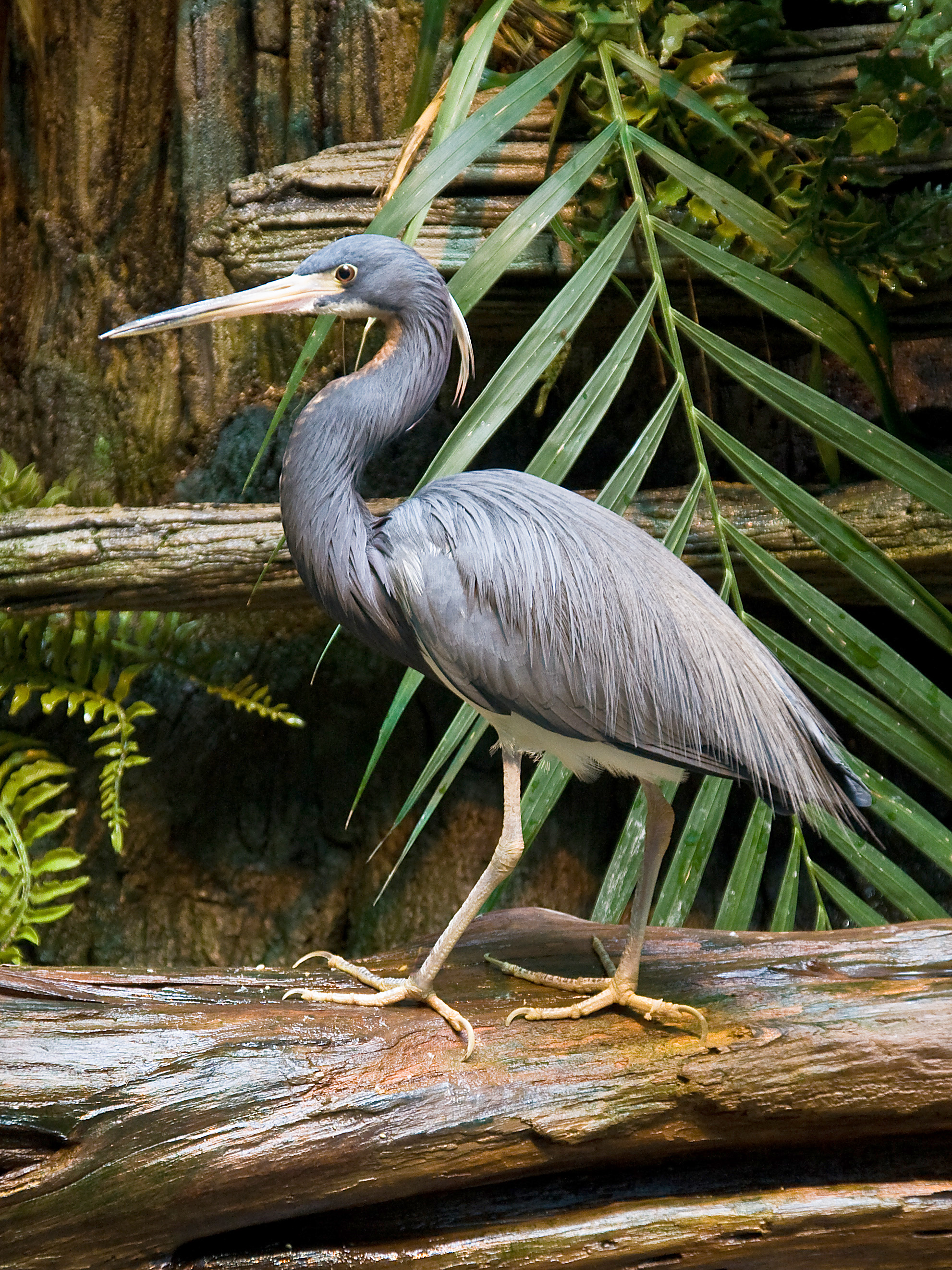
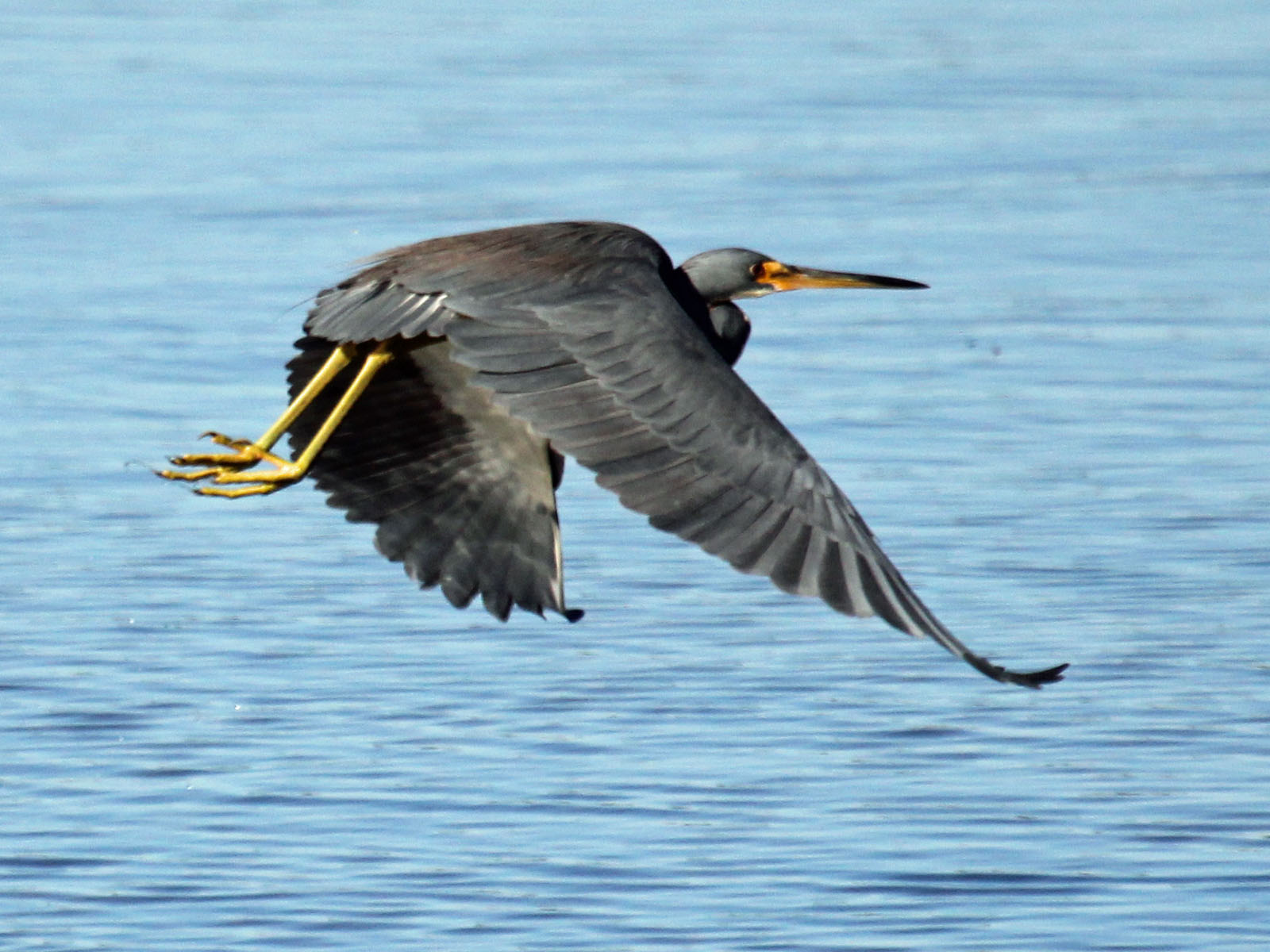
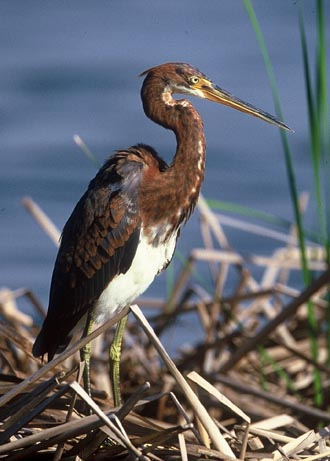
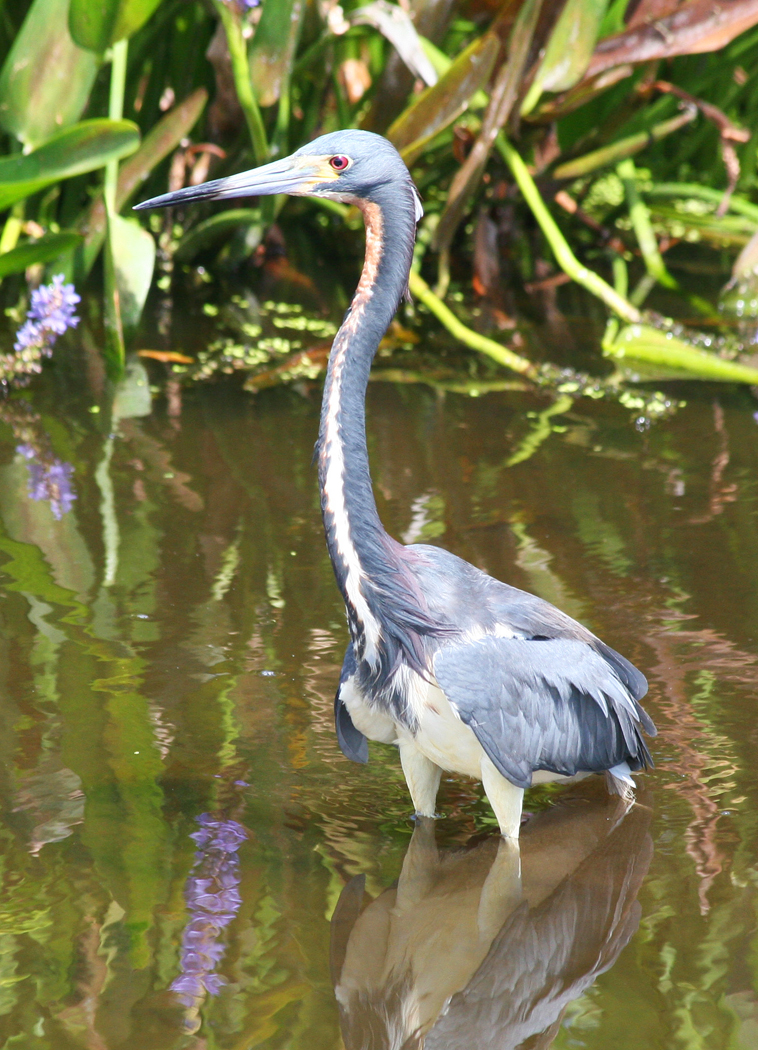